# Maladie Head
Maladie Head (ook: Malady Head) is een heuvel in de Canadese provincie Newfoundland en Labrador. Hij bevindt zich in het Nationaal Park Terra Nova, aan de oostkust van het eiland Newfoundland.

## Geografie
De heuvel ligt in het uiterste noorden van het nationaal park en heeft een hoogte van ruim 180 meter. Hij wordt beschouwd als een uitham van de onmiddellijk ten zuiden ervan gelegen zeearm Southwest Arm, wat de karakterisering als head verklaart. Direct ten noorden van Maladie Head liggen nog een handvol heuvels die bekendstaan als de Louil Hills.
Hij ligt zo'n 2 km ten oosten van de Trans-Canada Highway en zo'n 4 km ten zuidoosten van het dorp Traytown.

## Toerisme
Aan de voet van de sterk beboste heuvel ligt de Malady Head Campground. Dat is met 99 plaatsen het op één na grootste kampeerterrein in het Nationaal Park Terra Nova.
De heuvel is te beklimmen via de Malady Head Trail, een gematigde tot moeilijke wandelroute met een heen-en-teruglengte van 3,4 km. Het wandelpad eindigt op de top, alwaar een panoramapunt uitkijkt over onder meer de de Wings Pond, de Southwest Arm en de dijk van Route 310.

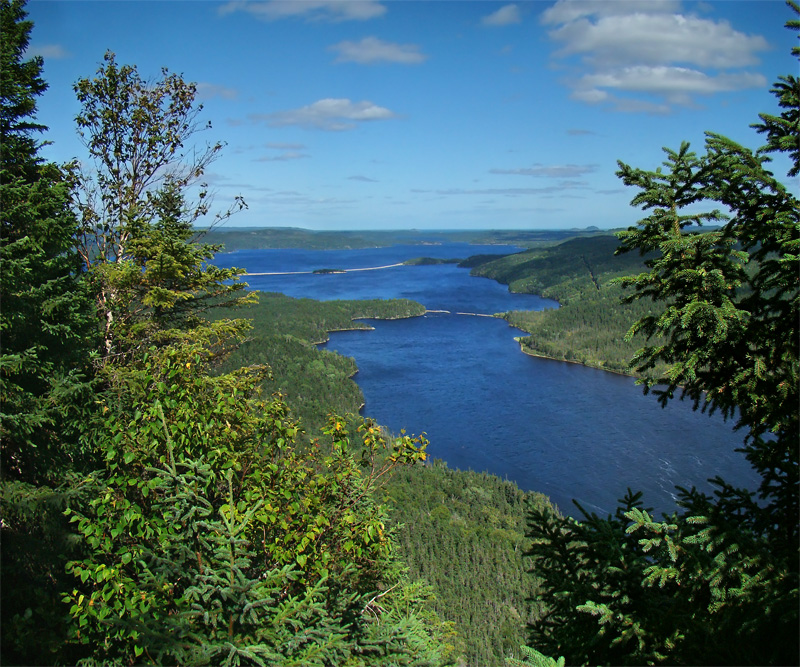
Uitzicht op onder meer de Southwest Arm en de Broad Cove vanaf de Malady Head Trail
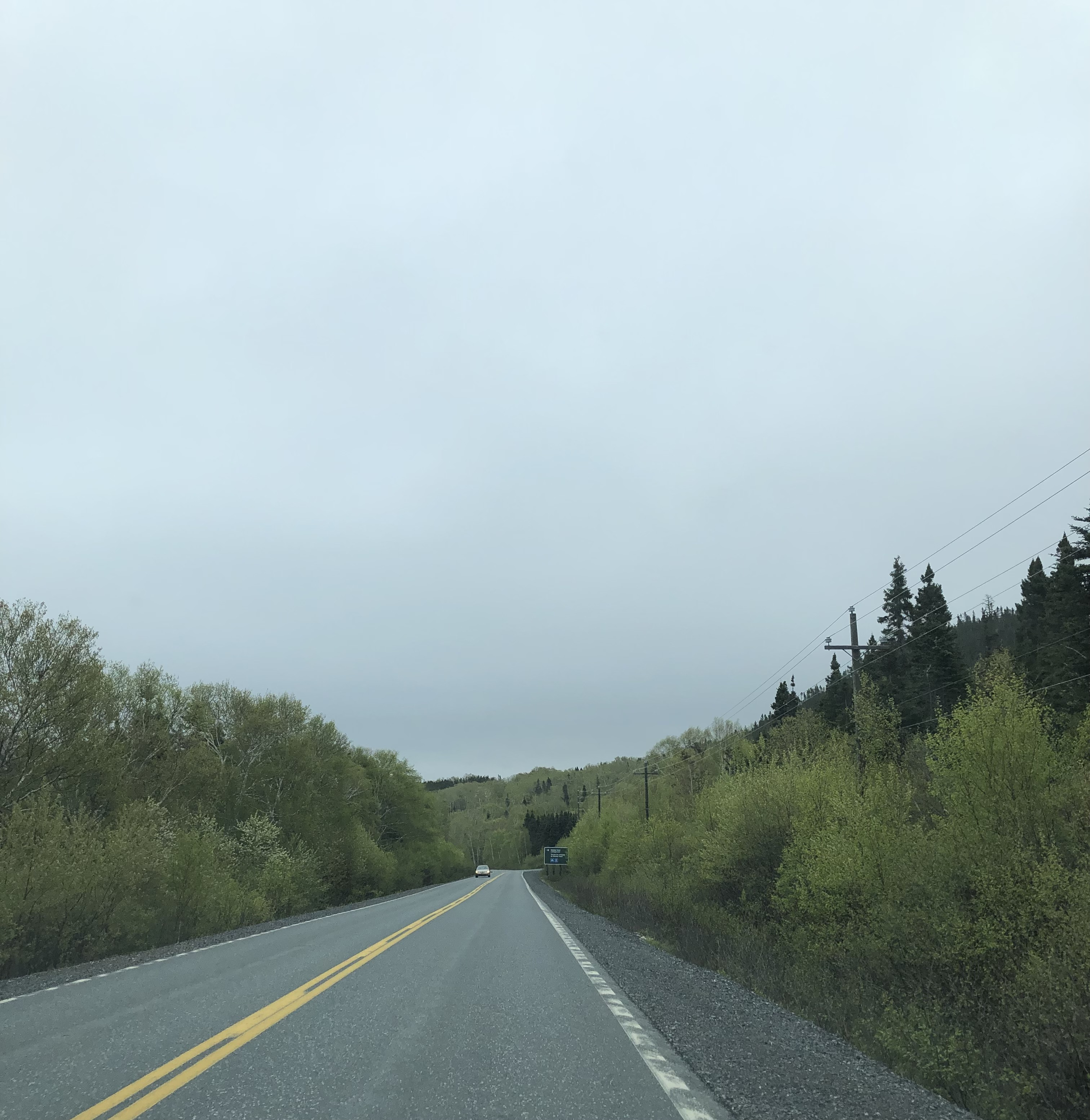
De eastern access van Route 310 met in de verte de afslag naar het Malady Head-kampeerterrein